# Adeonellopsis arculifera
Adeonellopsis arculifera är en mossdjursart som först beskrevs av Ferdinand Canu och Ray Smith Bassler 1929.  Adeonellopsis arculifera ingår i släktet Adeonellopsis och familjen Adeonidae. Inga underarter finns listade i Catalogue of Life.